# Hilarião de Kiev
Hilarião (em russo:  Иларион, em manuscritos: Larion Rusin, em russo:  Ларион Русин; c. 990 - 1054 ou 1055), foi o bispo metropolitano de Kiev que viveu na Rússia de Kiev no séc. XI, durante o Cisma Leste-Oeste, no reinado de Jaroslau I, o Sábio, filho de Vladimir I de Kiev. Ele é lembrado como o primeiro eslavo a alcançar o dignidade de metropolita, eleito por um sobor episcopal. Hilarião não foi nomeado pelo patriarca de Constantinopla, Miguel Celulário. A Igreja russa estava até então sujeita às decisões do Patriarca de Constantinopla, e todos os seus metropolitas eram gregos bizantinos, nomeados para a sé metropolitana da Rus por ordem do poder de Constantinopla. Ele é venerado como um santo pela Igreja Ortodoxa Russa e é comemorado em 21 de outubro.

## Biografia

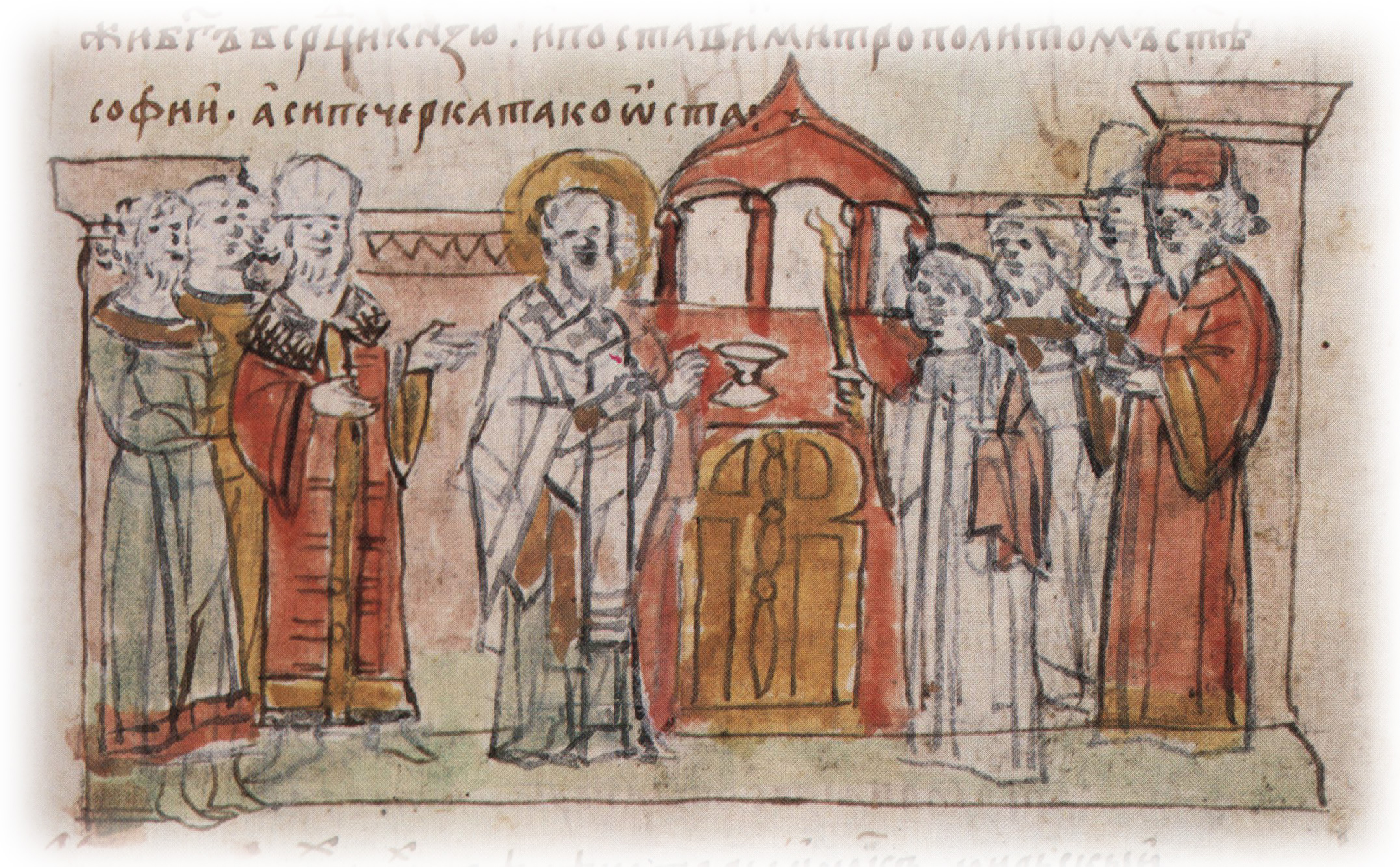
Entronização do metropolita Hilarião por Iaroslav, o Sábio (Miniatura da Crônica de Radzivill, séc. XV)

Hilarião, segundo o Conto dos Anos Passados, serviu como sacerdote ou monge na residência principesca de Brestovo, situada não muito longe de Kiev, foi pai espiritual e amigo do príncipe Jaroslau I, o Sábio. É descrito na crónica como um monge “virtuoso e sábio”, dedicado ao ascetismo, que praticava numa gruta pouco profunda que tinha escavado numa colina arborizada perto do rio Dniepre (foi formada uma comunidade de monges que viviam desta forma, o primeiro dos quais era um monge asceta chamado Antônio), onde passava as horas a rezar e a entoar hinos religiosos. O Mosteiro das Grutas de Kiev foi mais tarde construído neste local.
Hilarião, por outro lado, foi o autor de numerosos livros teológicos que testemunham o seu profundo conhecimento neste campo. Com a morte do metropolita Teopento, a Rus de Kiev encontrava-se numa posição de conflito político e religioso contra Constantinopla, pelo que, nessa altura, os bispos reunidos em concílio resolveram estabelecer uma metrópole independente em Kiev, não sujeito a Constantinopla. Lucas Zidiata, bispo de Novogárdia, era contra a separação e foi confinado no Mosteiro das Grutas até à sua morte em 1060. Hilarião era conhecido entre a hierarquia religiosa da Rus de Kiev pela sua grande espiritualidade e conhecimentos teológicos. Em particular, a escolha recaiu sobre ele pela elegia que compôs em homenagem ao príncipe Vladimir, conhecida como o Sermão sobre Lei e Graça, no qual Hilarião apresenta uma argumentação teológica para a formação da Igreja russa, incluindo-a na salvação de Deus. Por outro lado, contava com o apoio político do príncipe Jaroslau, o que não foi um fator menos importante na sua eleição.
Nomeado metropolita em 1051, na Catedral de Santa Sofia, e reconhecido até pelo patriarca de Constantinopla, Hilarião não exerceu o cargo por muito tempo. Embora os cronistas não mencionem a data exata da sua morte, eles nos dizem que ele já havia morrido na época da morte do príncipe Jaroslau, em 20 de fevereiro de 1054, e que em 1055 um novo metropolita Efraim foi eleito. Foi sepultado no Mosteiro das Grutas de Kiev.